# Yahoo! Voice
Yahoo! Voice — сервис IP-телефонии, позволявший совершать звонки с компьютера на телефон или другой компьютер . Будучи частью проекта Yahoo! Messenger, Voice! был доступен для всех устройств, совместимых с данной программой мгновенного обмена сообщениями. Звонки внутри мессенджера осуществлялись бесплатно, для совершения вызвова по номеру телефона необходимо было приобрести подписку за 10 долларов в месяц. Другая дополнительная услуга — выделенный номер телефона, предоставлялась по цене в 2,5 доллара в месяц. Поддерживались не только звонки в реальном времени, но и отправка голосовой почты, видеосвязь.
Критики Yahoo! Voice отмечали низкое качество связи, но упоминали низкую стоимость сервиса. Звонки внутри Соединённых Штатов Америки проводились по цене в 1 цент за минуту, из США в Китай — за 1,5 цента.
Открытие пришлось на 2005 год (по другим данным — 2006 год). До 14 декабря 2012 года программа была совместима с сервисом Windows Live Messenger. Служба прекратила свою работу 30 января 2013 года.

## Хакерская атака
В июле 2012 года из-за уязвимости в исходном коде сервиса хакеры смогли получить доступ к базе данных и экспортировать 453 492 строк пользовательских данных. Текстовый файл размером 17 мегабайтов, содержащий конфиденциальные данные, такие как пароли в зашифрованном виде, был выложен хакерской группой D33DS. Атака была проведена посредством SQL-инъекции.